# Education Act 1944

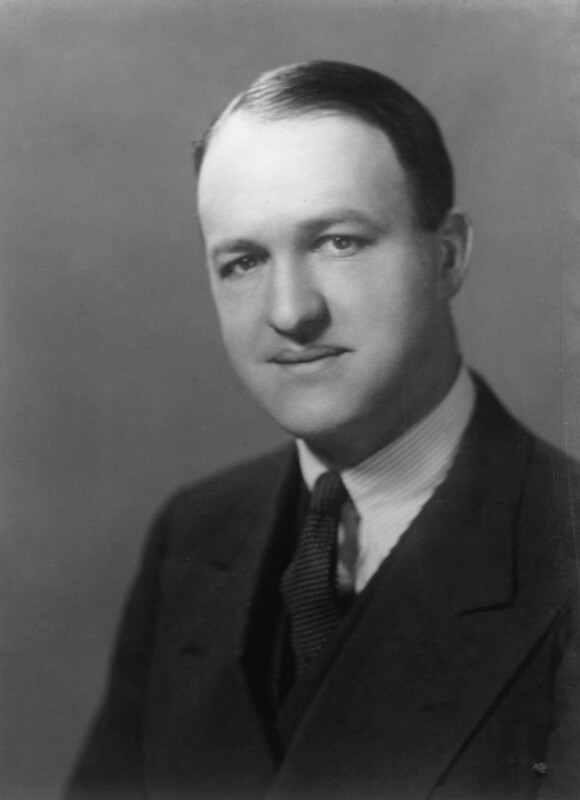
Rab Butler

L'Education Act 1944 ou Butler Act (loi Butler en français), du nom du parlementaire Rab Butler, est un acte du parlement britannique ayant apporté de profonds changements au système éducatif au Royaume-Uni, en mettant en place un système tripartite. La législation, critiquée pour son manque d'égalité des opportunités, est abrogée en 1992. L'acte avait pour but de pourvoir une "éducation pour tous" par la mise en place d'une système éducatif gratuit et obligatoire jusqu'à 15 ans. Il est à l'origine de la création d'un ministère de l'Education et d'un système scolaire étatique. La loi Butler demeure une étape majeure dans le processus législatif éducatif britannique, dont les composantes façonnent encore aujourd'hui le système éducatif britannique.